# Чжао Уцзи
Чжа́о Уцзи́ (фр. Zao Wou-Ki, кит. упр. 赵无极, пиньинь Zhào Wújí); 13 февраля 1921, Пекин — 9 апреля 2013, Ньон, Швейцария) — французский живописец, график, художник книги китайского происхождения, представитель новой Парижской школы.

## Биография
Родился в образованной семье старой аристократии, с 1935 по 1941 год учился каллиграфии и живописи в художественной школе Ханчжоу, в 1941—1947 годах преподавал в ней. Так как в это время шла война с Японией, то он вместе со школой переезжал по стране: сначала в провинцию Цзянси, потом в Хунань, затем — в Сычуань.
В 1948 году приехал в Париж, поселился на Монпарнасе, познакомился с П. Сулажем, Х. Хартунгом, Н. де Сталем, А. Джакометти, М. Э. Виейрой да Силва, А. Мишо. С 1952 года регулярно выставлялся в парижской галерее Пьера, участвовал в выставках в США, Швейцарии, Великобритании, Японии, Китае, Италии, Испании.
В 1964 году получил французское гражданство. Работал как книжный оформитель в изданиях А. Мишо (1950, 1981, 1995), Р. Шара (1957, 1974), А. Мальро (1962), Сен-Жон Перса (1965), А. Рембо (1966, 1967), Э. Паунда (1972), Р. Каюа (1974, 1976), Л. С. Сенгора (1978), Ф. Жакоте (1981), Лорана Гаспара (1981, 1985), Х. Джебрана (1992), И. Бонфуа (1993, 1994, 1996) и многих других.
В последние годы вместе со второй женой жил в Дюлли (кантон Во), на берегу Женевского озера.

## Характеристика творчества
Испытав влияние П. Клее (он открыл его для себя во время поездки в Швейцарию в 1951), выработал впоследствии собственный нефигуративный стиль, сочетающий достижения западного абстракционизма с китайскими живописными традициями.

## Признание
В 1993 награждён французским орденом Почётного легиона, в 1994 — Императорской премией Японии, в 2001 — премией Фонда Тейлора. В 2002 Чжао Уцзи избран членом Академии изящных искусств Франции. В 2008 большая ретроспективная выставка его графики прошла в Национальной библиотеке Франции.